# Stetteria
Genre
Espèces de rang inférieur
- Stetteria hydrogenophila

Stetteria est un genre d'archées de la famille des Desulfurococcaceae.